# بلن د اسکوبار
بلن د اسکوبار (به اسپانیایی: Belén de Escobar) یک منطقهٔ مسکونی در آرژانتین است که در Escobar Partido واقع شده‌است. بلن د اسکوبار ۵۴٬۶۷۸ نفر جمعیت دارد و ۱۹ متر بالاتر از سطح دریا واقع شده‌است.